# 임진우 (축구 선수)
임진우(1993년 6월 15일 ~ )는 대한민국의 전직 축구 선수이다. 현역 시절 포지션은 수비수였다.

## 클럽 경력
2017시즌을 앞두고 임진우는 J2리그의 로아소 구마모토와 계약을 맺었다.
2019시즌을 앞두고, K리그2의 광주 FC와 계약을 맺으며 한국 무대로 돌아왔다.
2020시즌을 앞두고 K3리그의 전주 시민축구단에 1년간 임대 입단했다.
2022시즌 종료 후 현역 은퇴를 선언했다.

## 수상

### 팀

#### 광주 FC
- K리그2 우승: 2019